# ستيف بيجن
ستيف بيجن هو لاعب هوكي جليد كندي، ولد في 14 يونيو 1978 في تروا ريفيير في كندا.

## وصلات خارجية
- ستيف بيجن على موقع دوري الهوكي الوطني (الإنجليزية)
- ستيف بيجن على موقع EliteProspects.com (الإنجليزية)
- ستيف بيجن على موقع Eurohockey.com (الإنجليزية)
- ستيف بيجن على موقع HockeyDB.com (الإنجليزية)
- ستيف بيجن على موقع Hockey-Reference.com (الإنجليزية)